# Дисентис
Дизентис (Муште́р) (нем. Disentis, романш. Mustér) — коммуна в Швейцарии, курорт, находится в кантоне Граубюнден. 
Входит в состав округа Сурсельва. Население составляет 2122 человека (на 31 декабря 2006 года). Официальный код  —  3982.

## Фотографии

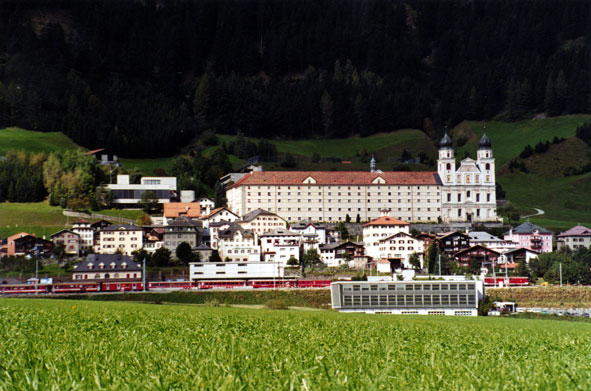
Монастырь
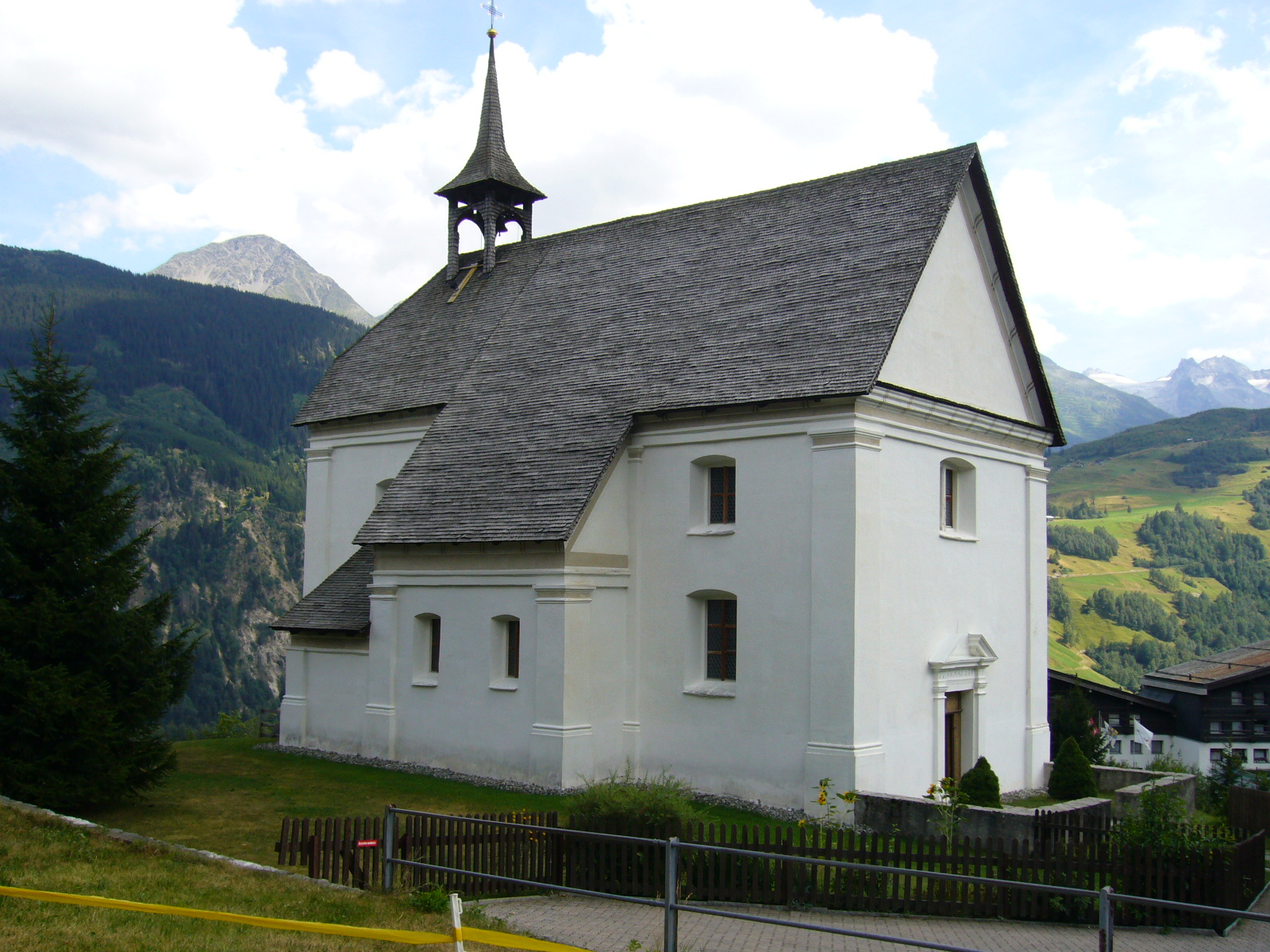
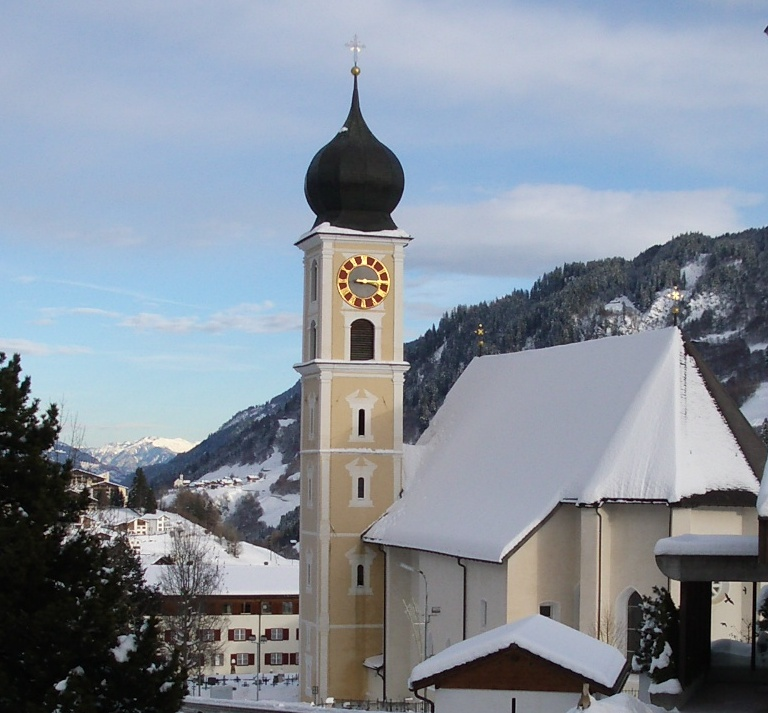
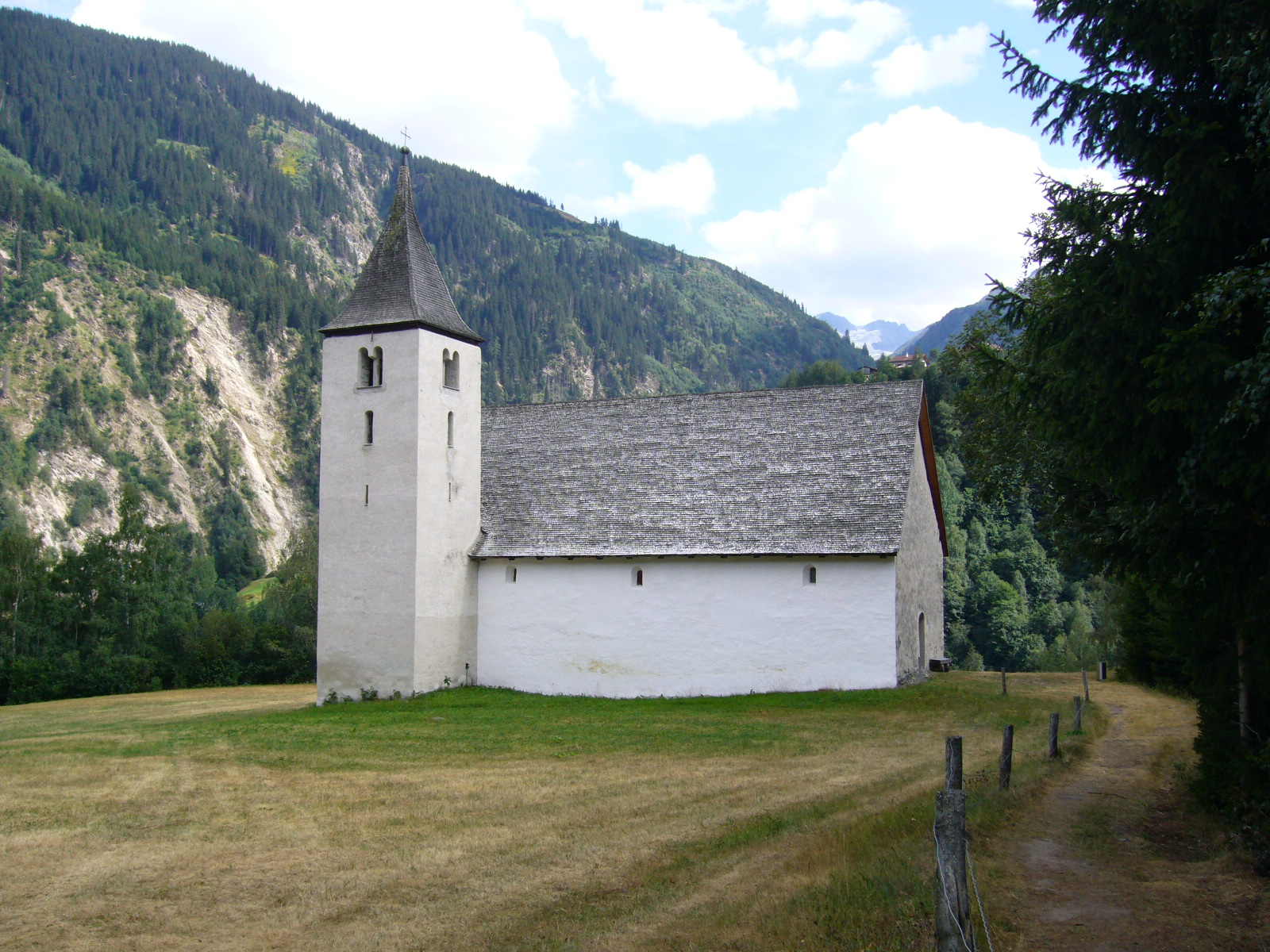
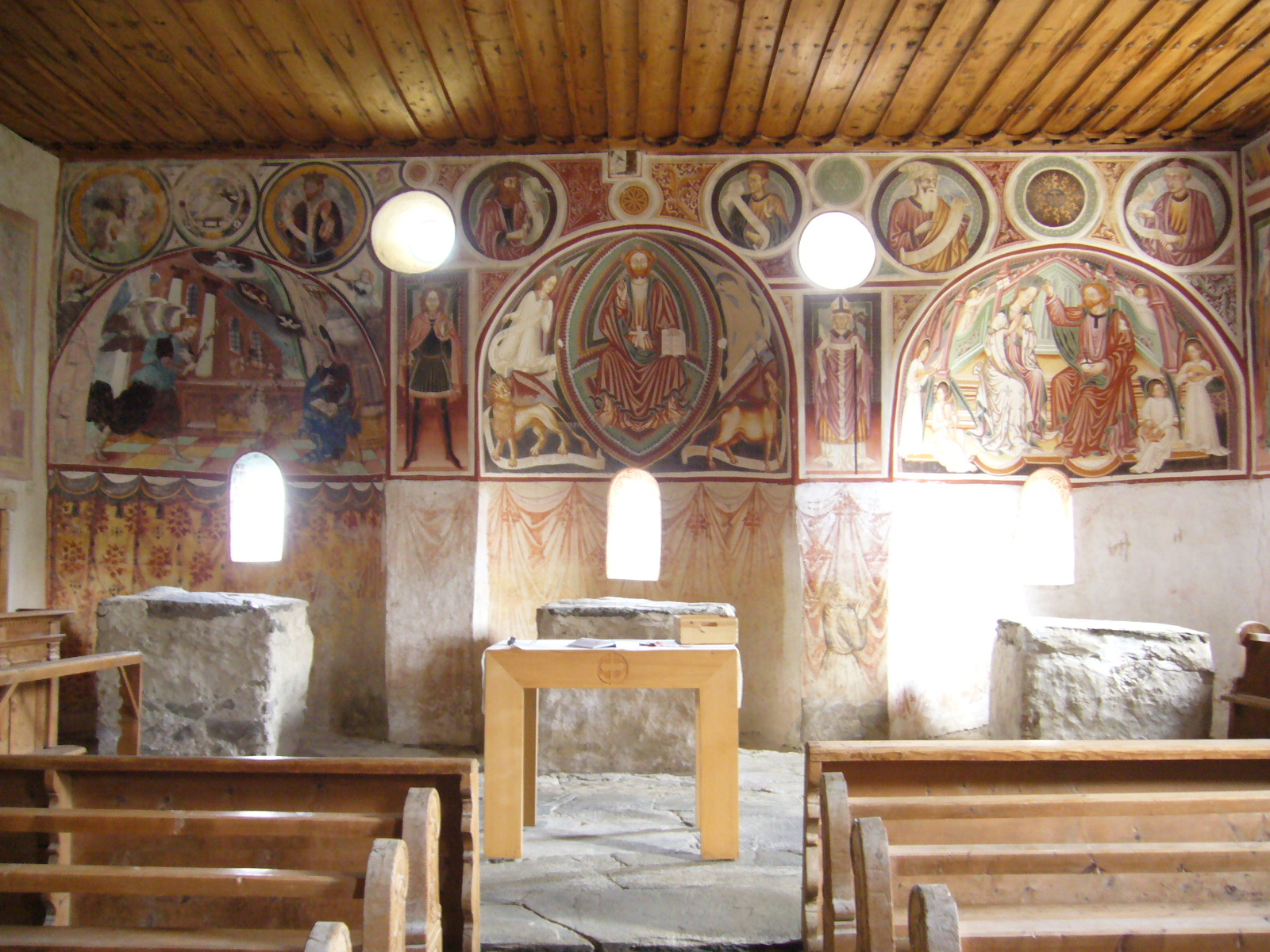